# مقاطعة واشنطن (فلوريدا)
مقاطعة واشنطن (بالإنجليزية: Washington County)‏ هي مقاطعة تقع في ولاية فلوريدا الأمريكية.